# Лекзири
Лекзи́ри (Лекзы́р, Лехзыр; груз. ლეხზირი) — сложный долинный ледник, крупнейший на южном склоне Главного хребта Большого Кавказа, к востоку от горы Ушба (Грузия).
Ледник состоит из трёх ветвей, сливающихся в один поток в центре котловины, окружённой вершинами Бжедух, Уллукара, Лацга и Башильтау. Длина этого потока составляет 11,8 км, общая площадь — 33,7 км². Фирновая линия ледника лежит на высоте 3090 м, язык под сплошным моренным чехлом доходит до 2020 м и даёт начало реке Местиачала, правому притоку Мулхури.
С 1890 по 1960 год ледник сократился на 1890 м, в настоящее время отступление продолжается.